# نیکون دی۳۰۰اس
نیکون دی۳۰۰S (به انگلیسی: Nikon D300S) یک دوربین عکاسی تک‌لنزی بازتابی ساخت شرکت نیکون است.